# Данн (округ, Висконсин)
Округ Данн (англ. Dunn County) располагается в штате Висконсин, США. Официально образован в 1854 году. По состоянию на 2010 год, численность населения составляла 43 857 человек.
Окружной центр — Меномони.

## География
По данным Бюро переписи США, общая площадь округа равняется 2237,762 км2, из которых 2201,502 км2 суша и 36,260 км2 или 1,600 % это водоёмы.

## Население
По данным переписи населения 2000 года в округе проживает 39 858 жителей в составе 14 337 домашних хозяйств и 9 261 семей. Плотность населения составляет 18,00 человек на км2. На территории округа насчитывается 15 277 жилых строений, при плотности застройки около 7,00-ми строений на км2. Расовый состав населения: белые — 96,08 %, афроамериканцы — 0,34 %, коренные американцы (индейцы) — 0,27 %, азиаты — 2,13 %, гавайцы — 0,01 %, представители других рас — 0,37 %, представители двух или более рас — 0,80 %. Испаноязычные составляли 0,84 % населения независимо от расы.
В составе 31,40 % из общего числа домашних хозяйств проживают дети в возрасте до 18 лет, 54,10 % домашних хозяйств представляют собой супружеские пары проживающие вместе, 6,90 % домашних хозяйств представляют собой одиноких женщин без супруга, 35,40 % домашних хозяйств не имеют отношения к семьям, 24,40 % домашних хозяйств состоят из одного человека, 9,00 % домашних хозяйств состоят из престарелых (65 лет и старше), проживающих в одиночестве. Средний размер домашнего хозяйства составляет 2,57 человека, и средний размер семьи 3,07 человека.
Возрастной состав округа: 23,30 % моложе 18 лет, 19,80 % от 18 до 24, 25,70 % от 25 до 44, 19,80 % от 45 до 64 и 19,80 % от 65 и старше. Средний возраст жителя округа 31 лет. На каждые 100 женщин приходится 101,70 мужчин. На каждые 100 женщин старше 18 лет приходится 102,20 мужчин.